# Ушицький повіт
Ушицький повіт, Новоушицький повіт — адміністративно-територіальна одиниця Подільської губернії Російської імперії. Повітовий центр — місто Ушиця (1795—1826), Нова Ушиця (1826—1923).
На заході повіт межував з Кам'янецьким, на півночі з Проскурівським і Летичівським, на сході з Могилівським повітами Подільської губернії і з Бессарабською губернією на півдні. Площа повіту становила 2 495,7 верст² (близько 2 820 км²).
Згідно з переписом населення Російської імперії 1897 року в повіті проживало 223 312 чоловік. З них 84,56 % — українці, 11,39 % — євреї, 2,32 % — росіяни, 1,19% — поляки.
Всіх населених пунктів було близько 584, в тому числі 3 міста — Вербовець, Нова Ушиця, Стара Ушиця та 14 містечок: Вільховець •  Віньківці • Дунаївці • Жванчик • Заміхів • Калюс • Китайгород • Кривчик • Миньківці • Муровані Курилівці • Сокілець • Солобківці  • Студениця • Тинна.

## Волості
Волостей — 15:
- Грушківська,
- Дунаєвецька,
- Калюська,
- Капустянська,
- Китайгородська,
- Косиковецька,
- Лисецька,
- Миньковецька,
- Мукарівська,
- Мурованокуриловецька,
- Осламівська,
- Пилипковецька,
- Рахнівська,
- Солобковецька,
- Струзька.

## Міста
- Нова Ушиця з передмістям Філянівка,
- заштатне місто Стара Ушиця з передмістями Гнилячки, Горощівка, Хиб,
- заштатне місто Вербовець.